# Eurycoccus copallinae
Eurycoccus copallinae är en insektsart som beskrevs av Ferris 1953. Eurycoccus copallinae ingår i släktet Eurycoccus och familjen ullsköldlöss. Inga underarter finns listade i Catalogue of Life.